# Albert Fabritius
Albert Fabritius (17. maj 1905 på Frederiksberg – 14. marts 1976 i København) var en dansk kongelig ordenshistoriograf, dr.phil. og personalhistorisk forfatter.
Han var søn af fabrikant Albert H.B. Formann (død 1911) og Olga J.H. Fabritius (død 1960), tog realeksamen 1922 og blev uddannet ved vekselerer- og bankiervirksomhed 1922-28. Han bedrev selvstændig genealogisk virksomhed 1928-39, blev student (privat dimit.) 1933 og mag.art. i historie 1939, dr.phil. på en disputats om Danmarks Riges Adel 1946. Fabritius var bibliotekar ved Det Kongelige Bibliotek 1939-52, administrator for Det Danske Sprog- og Litteraturselskab 1951, blev kgl. ordenshistoriograf 1958, var redaktør af Danmarks Adels Aarbog 1940-73 (eneredaktør 1951-56) og af Kgl. dansk Hof- og Statskalender 1962-72.
Fabritius havde en mængde tillidsposter. Han var således medlem af bestyrelsen for Samfundet for dansk Genealogi og Personalhistorie 1939-74 (sekretær 1948-53, næstformand 1954-57, formand 1957-66) og for Selskabet for Staden Københavns Historie og Topografi 1947-72, af forretningsudvalget 1961-72, af bestyrelse og arbejdsudvalg for Historisk-topografisk Selskab for Frederiksberg 1958-70 og for Dansk Magisterforening 1948-60 (formand 1952-60); medstifter af og formand for Magistrenes Arbejdsløshedskasse 1955-61, medl.em af forretningsudvalget for Akademikernes Samarbejdsudvalg 1953-60; sekretær og kasserer for Dansk historisk Fællesfond 1958-72; medlem af Det danske Sprog- og Litteraturselskab 1950, af Humanistisk Samfund ved Aarhus Universitet 1959, af Det kongelige danske Selskab for Fædrelandets Historie 1960 og af Selskabet for dansk Kulturhistorie 1963. Han var Kommandør af Dannebrog.
Han var æresmedlem af Bibliotekar-Sammenslutningen for de videnskabelige Biblioteker og af Genealogiske Samfundet i Finland 1967, korresponderende medlem af Personhistoriska Samfundet, Stockholm, 1943, medlem af repræsentantskabet for Den ophævede civile og adskillige Stænders Enkekasse fra 1939, direktør i samme 1948; arkivar i Selskabet Kjæden fra 1946, medlem af gouvernementet 1949-73, formand 1958, æresmedlem af bestyrelsen 1973; formand og kasserer for De samvirkende Blindeforeninger 1960-72; medl. af repræsentantskabet for C.D.F. Reventlows minde, Pederstrup 1964. Efor for Dr.med. Johs. Eichels Legat 1965-72.
Han blev gift 24. juni 1944 med translatør Karen f. Haarløv, f. 14. juni 1908 i København, datter af trafikbestyrer Rudolph Haarløv og hustru Harriet f. Linde. 3 børn, deriblandt kunsthistoriker Elisabeth Fabritius.

## Litterære arbejder
- Familien Wellmanns Stamtavle, 1927.
- H.M. Kong Christian X og hans Slægtninge, 1937.
- Danmarks Riges Adel, disputats, 1946.
- Slægterne bag Titan, 1957.
- Frederiksberg Kommunestyre 1857-1957, 1957).
- Fabritius sølv og guld, 1958.
- (s.m. Hans Berner-Schilden-Holsten) Lensbaron Hans Berner Schilden Holsten's Slægtsbog I-III, 9 bd., 1940-70.
- (s.m. Harald Hatt) Haandbog i Slægtsforskning, 1963.
- (red.) Hvide Riddere. Riddere af Dannebrog-ordenen 1671-1808, København: Liber 1965.
- medredaktør af Den danske Lægestand, 13. udg., 1957.
- medudgiver af Perlestikkerbogen, 1954.
- medudgiver af H.U. Ramsing, Københavns Ejendomme V og VIII, 1962-67.
- medudgiver af Kong Christian VIII's dagbøger og optegnelser, 1973.
- medarbejder ved Dansk Biografisk Leksikon (slægtsoversigter), 1931-44, og ved Nordisk Leksikon for Bogvæsen.